# Polyzonus laurae
Polyzonus laurae là một loài bọ cánh cứng trong họ Cerambycidae.